# Södra Savolax valkrets

Södra Savolax valkrets var en valkrets i Finland vid riksdagsval som omfattade Södra Savolax. Inför riksdagsvalet 2015 slogs den ihop med Kymmene valkrets och bildade en ny valkrets med namnet Sydöstra Finlands valkrets.
När den avskaffades hade valkretsen 6 mandat i riksdagen.

## Riksdagsledamöter 2011-2015

### Centern i Finland(2)
- Katri Komi
- Jari Leppä

### Finlands Socialdemokratiska Parti(2)
- Jouni Backman
- Pauliina Viitamies

### Samlingspartiet(1)
- Lenita Toivakka

### Sannfinländarna(1)
- Kaj Turunen